# Gräsbergstjärnen (Svärdsjö socken, Dalarna)
Gräsbergstjärnen är en sjö i Falu kommun i Dalarna och ingår i Dalälvens huvudavrinningsområde.